# Сан-Жулиан (Сетубал)
Сан-Жулиан (порт. São Julião) — район (фрегезия) в Португалии, входит в округ Сетубал. Является составной частью муниципалитета Сетубал. Находится в составе крупной городской агломерации Большой Лиссабон. По старому административному делению входил в провинцию Эштремадура. Входит в экономико-статистический субрегион Полуостров Сетубал, который входит в Лиссабонский регион. Население составляет 17 070 человек на 2001 год. Занимает площадь 4,08 км².